# Zenon P. Westrup
Zenon Stanisław de Grzymała Przybyszewski Westrup, född 28 september 1895 i Kongsvinger i Norge, död 27 november 1988 i Middelfart i Danmark, var en svensk diplomat.

## Biografi
Westrup var son till den polske författaren Stanisław Przybyszewski och hans hustru, den norska författaren Dagny Juel. I juni 1901 blev Juel mördad av sin svartsjuke beundrare Władysław Emeryk i Tbilisi. Paret hade två barn. Dottern Iwa blev adopterad av sin moster Gudrun Juel i Skåne, medan sonen Zenon togs om hand av en bekant till familjen, barnboksförfattaren Laura Pytlińska, som också undervisade honom. Han såg sällan sin far, men hade ändå ett gott förhållande till denne; de kom också att ha brevkontakt fram till faderns död. När fadern planerade ett nytt giftermål lät han sig övertalas att också sonen skulle tas om hand av sin moster. 1905 kom pojken till Lund, där han adopterades av industrimannen Wilhelm Westrup och hans hustru Gudrun, varigenom Zenon återförenades med sin syster. Efter studentexamen studerade han vid Pembroke College i Cambridge 1912–13. Därefter genomgick han officersutbildning vid Militärhögskolan Karlberg i Stockholm, och tjänstgjorde efter examen 1915 vid Kronprinsens husarregemente i Malmö.
Westrup inledde sin diplomatbana som attaché vid Utrikesdepartementet (UD) 1920. Under 1920-talet tjänstgjorde han som legationssekreterare vid de svenska ambassaderna i Paris, Bryssel, Haag, Berlin och London. Westrup blev förste legationssekreterare vid UD 1930 och byråchef 1931. 1932–34 var han generalsekreterare i Sveriges delegation vid den av Nationernas förbund organiserade nedrustningskonferensen i Genève. Han utsågs 1935 till utrikesråd och chef för personalavdelningen på UD. 1940–46 var han envoyé i Bern, med uppgift att sköta förbindelserna med det likaledes neutrala Schweiz.
Från 1946 var Westrup i disponibilitet, och tog då över skötseln av sin adoptivfars gods Rydsgård i Skurup. Genom sin bildning och sina språkkunskaper utförde han diverse uppdrag parallellt med detta, också för UD. Bland annat hade han under sitt arbete vid beskickningen i Bern skrivit en rapport om schweizisk efterkrigsplanering, där han lyft fram schweizarnas vilja att i sitt moderniseringsarbete bevara äldre miljöer. Westrup uttryckte att man i Schweiz arbetade ”i en atmosfär, som tillhör en i fråga om vördnad för fädrens verk helt annan kulturnivå". Detta resulterade i att han efter hemkomsten blev vald till ordförande i Samfundet för hembygdsvård, vilket han var åren 1949–55.

### Familj
Westrup gifte sig 1920 med friherrinnan Anna De Geer (1900–1985), dotter till politikern Louis De Geer. Tillsammans fick de tre barn: döttrarna Jadwiga (1921–1988) och Ann (1928–2015) samt sonen Jan-Wilhelm (1933–2003).

## Utmärkelser

### Svenska utmärkelser
- Kommendör av första klassen av Nordstjärneorden, 5 juni 1943.[3]

### Utländska utmärkelser
- Riddare av Nederländska Oranien-Nassauorden, 1922.[4][5]
- Riddare av Belgiska Leopoldsorden, 1928.[6][7]
- Kommendör av Belgiska Kronorden, 1935.[8][9]
- Officer av Franska Hederslegionen, 1937.[10][11]
- Kommendör av första klassen av Polska orden Polonia Restituta, 1938.[11][12]
- Kommendör av första klassen av Finlands Vita Ros' orden, 1940.[13][14]
- Storkorset av Grekiska Fenixorden, 1947.[15][16]